# 78430 Ендрюпірс
78430 Ендрюпірс (78430 Andrewpearce) — астероїд головного поясу, відкритий 18 серпня 2002 року.
Тіссеранів параметр щодо Юпітера — 3,360.